# هاكان جاويش أوغلو
هاكان جاويش أوغلو (بالتركية: Hakan Çavuşoğlu)‏, (ولد: 26 فبراير 1972, في كوموتيني, اليونان) سياسي تركي. ونائب حالي وسابق في البرلمان التركي لأكثر من دورة ممثلا عن حزب العدالة والتنمية.